# Пуризам
Пуризам (фр. Le Purisme), (од франц. pur — чисто) је уметнички правац који је настао у Француској 1918. године, а везан је за сликарство и архитектуру. Идејни творци покрета су француски сликар Амеде Озанфан (Amédée Ozenfant) и архитекта и сликар Шарл-Едвар Жанере (Charles-Édouard Jeanneret) познатији по псеудониму Ле Корбизје (Le Corbusier). Правац је настао као реакција на кубизам, односно на његову праксу разлагања и деформисања предмета које покушава да прикаже, за коју је сматрао да као таква ствара уметност која је превише орнаментична и декоративна. Пуризам се првенствено заснива на неоплатонистичкој филозофији која у уметничком смислу значи одбацивање реалног представљања предмета и покушај приказивања „суштине“ његовог облика. Овакву естетику покушава да примени на све облике пластичног израза - сликарство, дизајн и архитектуру. 
Манифестом пуризма сматра се чланак "Апре Ле Кубизм" ("Après Le Cubisme") који је објављен 1918. године, а прва потпуна формулација пуристичке естетике објављена је 1920. године у чланку "Le Purisme" часопису "Л еспри нуво" ("L'Esprit Nouveau") који је био и гласник покрета. Пуризам је дефинисан као концепт који се односи не само на сликарство и архитектуру, већ садржи и скуп особина које треба да карактеришу целокупну модерну мисао. Слави се једноставна и јасна естетика машина као предмета који смболизују модерно доба, а природа се дефинише као савршена логичка машина чија лепота произлази из подвргнутости физичким законима. Инжињерска професија се сматра узвишеном због своје дисциплинованости и рационалности. Као лајтмотив пуризма наглашава се повратак логици, јасноћи, једноставности и реду - особине које треба да буду присутне у сваком облику и производу људског деловања. 
У сликарству пуризам инсистира на приказивању предмета који су симболи индустријског света и као такви треба да буду представљени као анонимни и чисти. Фигуративност се одбацује, а композиционо се инсистира на геометријском реду и уравнотежености. При компоновању се користи "златни пресек" као савршена пропорција. У дизајну је потребно да се задовољи критеријум функционалности производа и његова намена треба да буде естетски јасно изражена, док у архитектури објекти треба да задовоље два критеријума - с једне стране треба да буду функционални, а са друге да садрже у свом облику апстрактне елементе који имају функцију да хране чула и ум. 
За промовисање пуризма била је значајна изложба декоративних уметности "Exposition des Arts Décoratifs" одржана у Паризу 1925. године на којој је изложен "Павиљон новог духа" ("Pavillon de L'Esprit Nouveau") који је дизајнирао Ле Корбизје и који је био прототип модерне стамбене јединице изграђене у складу са пуристичким начелима. Павиљон је био покушај да се представи сензибилитет пуризма – био је дизајниран тако да има могућности сличне машини, опремљен индустријским типским намештајем, и у њему су биле изложене пуристичке слике Ле Корбизјеа, Озанфана и Фернанд Лежеа (Fernand Legér).
Крај пуризма запажа се почетком 30-их година. У сликарству он није имао велики замах, али је утицао на касније модерне сликарске правце. У архитектури је значајно утицао на "Интернационални стил“ који се јавља 1925. године.

## Уметници
- Ле Корбизје
- Амеде Озанфан
- Фернан Леже